# Senador Canedo
Senador Canedo – miasto i gmina w Brazylii leżące w stanie Goiás. Gmina zajmuje powierzchnię 248,29 km². Według danych szacunkowych w 2016 roku miasto liczyło 102 947 mieszkańców. Położone jest około 20 km na wschód od stolicy stanu, miasta Goiânia, oraz około 200 km na południowy zachód od Brasílii, stolicy kraju. 
Powstanie miasta jest związane z budową linii kolejowej w 1930 roku. Ówczesne tereny rolnicze, będące własnością senatora Antonio Amaro Canedo, zostały wybrane jako lokalizacja dla utworzenia osady dla pracowników pracujących przy budowie linii kolejowej. Większość z nich przybyła tutaj ze stanów Minas Gerais i Bahia. Ówczesna wieś zaczęła rozrastać się przy dworcu kolejowym jako miejscu centralnym, gdzie zaczęły powstawać pierwsze sklepy. 
W 2014 roku wśród mieszkańców gminy PKB per capita wynosił 24 483,47 reais brazylijskich.